# Orange Marmalade
Orange Marmalade (오렌지 마말레이드?, Orenji Mamalle-ideuLR) è una serie televisiva sudcoreana trasmessa su KBS2 dal 15 maggio al 24 luglio 2015. È basata sul webtoon omonimo di Seok Woo.

## Trama
In un mondo in cui gli umani e i vampiri coesistono, questi ultimi si sono evoluti e non si cibano più di sangue umano; tuttavia, sono temuti e discriminati, e molti di loro nascondono per questo la loro vera natura, fingendo di essere persone qualsiasi per non essere emarginati.
Baek Ma-ri è una vampira adolescente ritiratasi dalla società che nasconde la sua identità. Cacciata da diversi quartieri, non vede l'ora di stabilirsi in una nuova città e vivere tranquillamente, ma le cose cambiano quando bacia accidentalmente il collo di Jung Jae-min, il ragazzo più popolare del suo liceo.

## Personaggi
- Jung Jae-min, interpretato da Yeo Jin-goo e Song Ui-joon (da bambino)
- Baek Ma-ri, interpretata da Kim Seol-hyun
- Han Si-hoo, interpretato da Lee Jong-hyun e Kang Han-byeol
- Jo Ah-ra, interpretata da Gil Eun-hye
- Baek Seung-hoon, interpretato da Ahn Gil-kang
- Song Sun-hwa, interpretata da Yoon Ye-hee
- Han Yoon-jae, interpretato da Song Jong-ho
- Kang Min-ha, interpretata da Lee Il-hwa
- Baek Joseph, interpretato da Jo Yi-hyun
- Jung Byung-kwon, interpretato da Jo Min-ki
- Jo Joon-gu, interpretato da Jung Hae-gyun
- Choi Soo-ri, interpretata da Oh Kyung-min
- Hwang Beom-sung, interpretato da Park Gun-tae
- Ae-kyung, interpretata da Lee Da-heen
- Yoon Min-sun, interpretata da Kim Ji-ah

## Ascolti
| Episodio                  | Data di trasmissione      | Dati TNMS                 | Dati AGB                  |
| Prima stagione (presente) | Prima stagione (presente) | Prima stagione (presente) | Prima stagione (presente) |
| ------------------------- | ------------------------- | ------------------------- | ------------------------- |
| 1                         | 15 maggio 2015            | 4,8%                      | 4,2%                      |
| 2                         | 15 maggio 2015            | 3,7%                      | 3,3%                      |
| 3                         | 22 maggio 2015            | 3,9%                      | 4,1%                      |
| 4                         | 29 maggio 2015            | 3,6%                      | 3,3%                      |
| Seconda stagione (Joseon) |                           |                           |                           |
| 5                         | 5 giugno 2015             | 4,4%                      | 3,9%                      |
| 6                         | 12 giugno 2015            | 4,2%                      | 4,9%                      |
| 7                         | 19 giugno 2015            | 3,9%                      | 3,4%                      |
| 8                         | 26 giugno 2015            | 2,8%                      | 2,5%                      |
| 9                         | 3 luglio 2015             | 3,2℅                      | 2,8℅                      |
| Terza stagione (presente) |                           |                           |                           |
| 10                        | 10 luglio 2015            | 2,6%                      | 3,1%                      |
| 11                        | 17 luglio 2015            | 2,5%                      | 2,6%                      |
| 12                        | 24 luglio 2015            | 2,3%                      | 2,4%                      |
| Media                     | Media                     | 3,5%                      | 3,4%                      |

## Colonna sonora
1. Heartbreaking (New Ver.) (아프다) – Hwanhee
2. Heartbreaking (아프다) – Hwanhee
3. Attracted Woman (끌리는 여자) – Monsta X feat. Kihyun e Joohun
4. I'm Afraid (겁이 나) – Lily M
5. I Keep Missing You (자꾸 보고 싶어) – Park Ji-min
6. If That's the Case (그랬다면) – Kim Na-young
7. Shiny Day (눈부신 날) – Lily M e Jo Seung-hyun
8. It's Alright (괜찮아요)
9. Memories of You (너에 관한 기억)
10. Dream With a Twist (반전몽아)
11. Some Person (어떤 사람)
12. Heartbreaking (New Ver.) (Inst.)
13. Heartbreaking (Inst.)
14. Attracted Woman (Inst.)
15. I'm Afraid (Inst.)
16. I Keep Missing You (Inst.)
17. If That's the Case (Inst.)
18. Shiny Day (Inst.)